# Luan Jujie
Luan Jujie (en chino: 栾菊杰; Nankín, 14 de julio de 1958) es una deportista china que compitió en esgrima, especialista en la modalidad de florete.
Participó en cuatro Juegos Olímpicos de Verano, entre los años 1984 y 2008, obteniendo una medalla de oro en Los Ángeles 1984, en la prueba individual.
Ganó tres medallas en el Campeonato Mundial de Esgrima entre los años 1981 y 1987.

## Palmarés internacional
| Juegos Olímpicos   | Juegos Olímpicos             | Juegos Olímpicos  | Juegos Olímpicos   |
| Año                | Lugar                        | Medalla           | Prueba             |
| ------------------ | ---------------------------- | ----------------- | ------------------ |
| 1984               | Los Ángeles (Estados Unidos) | Medalla de oro    | Florete individual |
| Campeonato Mundial |                              |                   |                    |
| Año                | Lugar                        | Medalla           | Prueba             |
| 1981               | Clermont-Ferrand (Francia)   | Medalla de plata  | Florete individual |
| 1983               | Viena (Austria)              | Medalla de bronce | Florete individual |
| 1987               | Lausana (Suiza)              | Medalla de bronce | Florete individual |